# Ramon de Tàrrega
Ramon o Raimon de Tàrrega (principis del segle xiv, Tàrrega, l'Urgell, llavors bisbat de Vic i ara de Solsona - Barcelona, 20 de setembre de 1371) anomenat per alguns el “Ramon Llull de Tàrrega”, fou un rabí, jueu convers, frare dominic i teòleg acusat d'heretgia.

## Biografia
A l'edat d'onze anys i mig, com diu ell mateix, va abraçar la religió catòlica. Després va vestir l'hàbit de l'orde de Sant Domènec: i amb el seu gran talent i aplicació va fer extraordinaris progressos en l'estudi de la filosofia i teologia. Va escriure alguns opuscles sobre diverses qüestions pertanyents al dogma, que va proposar a la pública disputa, en les quals es van notar algunes proposicions dissonants a la fe catòlica, i que per més que els seus germans li ho van aconsellar no va voler retractar-se'n. Pel mateix foren delatades al tribunal de la inquisició i compel·lit a donar raó de la seva fe.

### Entrada a la presó
Era llavors inquisidor general del regne d'Aragó Fra Nicolau Eimeric, religiós del mateix orde de Sant Domènec.
Aquest el cridà i l'exhortà a què es retractés d'aquestes proposicions, si no volia experimentar el rigor del jutge. Resistint ell amb diverses cavil·lacions, Eimeric manà empresonar-lo. Mentrestant envià a censurar per diversos teòlegs la doctrina de Ramon, jutjant-se errònia i informant-se de tot el Papa Gregori XI, el qual per mitjà de les seves lletres apostòliques manà a l'inquisidor Eimeric que la causa de Ramon fos examinada per jutjar si era herètica, i se'l sentenciés segons les lleis de l'església. Des de l'any 1368 en què s'havia començat la causa, per la qual s'empresonà a Tàrrega a la presó del convent de Santa Caterina de Barcelona, s'havien rebut les deposicions dels testimonis, i la declaració del reu: però aquest valent-se de la subtilesa del seu enginy, ni es retractava de les seves proposicions, ni es manifestava enemic de l'església, i així es va allargar la causa fins a l'any 1371. Mentrestant el general de l'orde dolent-se de la infeliç situació de Tàrrega, li va escriure procurant que es retractés dels seus errors fent-li present el decòrum i santedat de la seva orde que tacava amb els seus extraviaments, li diu que havia fet examinar moltes vegades la seva doctrina pels més cèlebres teòlegs de
l'orde, els quals de cap manera havien pogut conciliar-la amb la doctrina de l'església catòlica, sinó que al contrari havien trobat 22 proposicions errònies, i que tenia regust d'heretgia. Li aconsella que miri pel seu honor, i del de tota l'orde, i que se subjecti al judici de Nicolau Eimeric inquisidor de la fe, el qual li tractarà amb més benignitat del que el mateix podria esperar. Però que si no fa això, serà lliurat com a heretge al braç secular, que li va imposar la pena que sigui justa. Aquesta carta és datada a Pruliani, 6 de gener de 1368.

### Fi de la presó

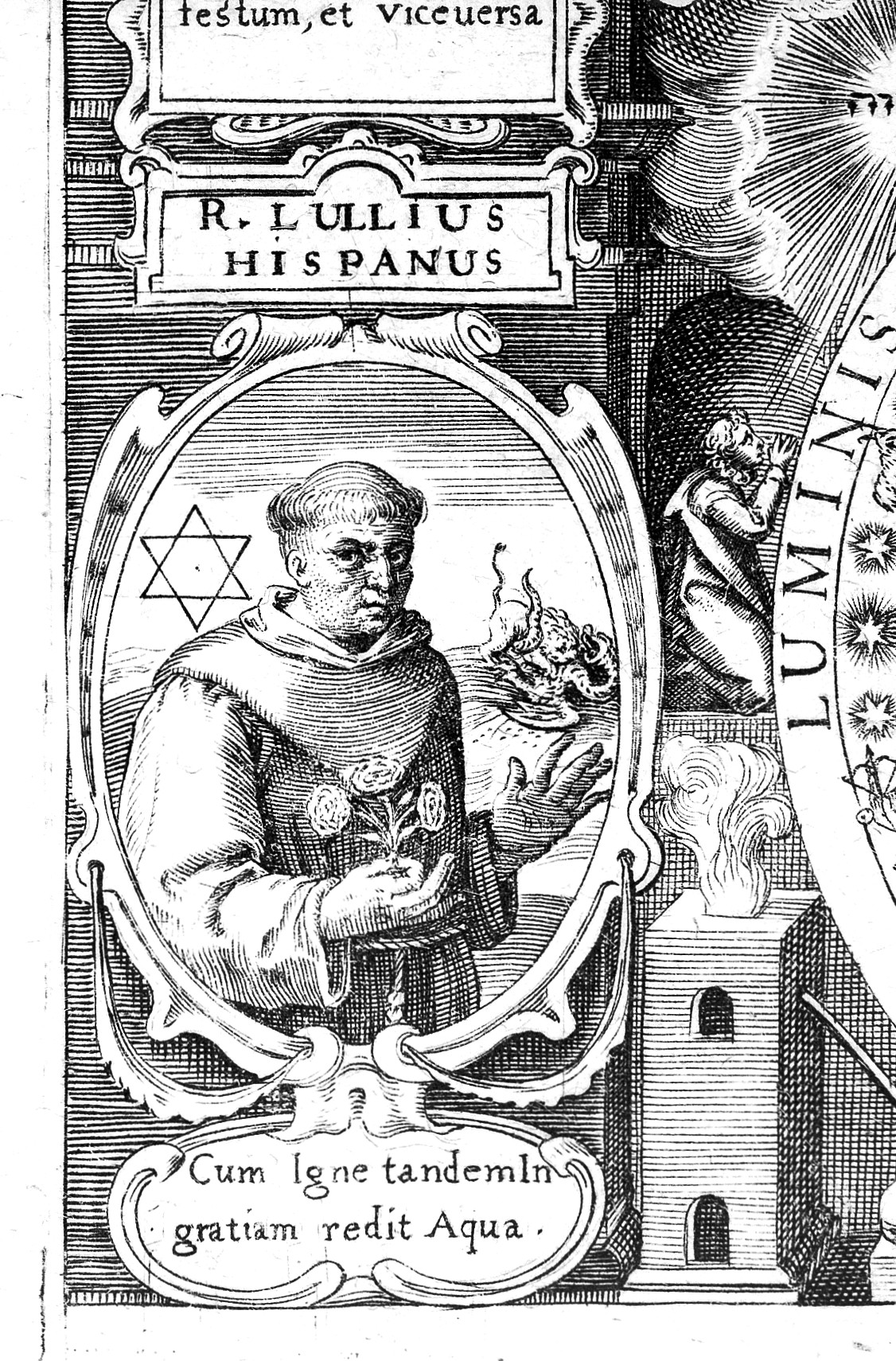
Llibre d'alquímia atribuït a Llull

Però el mestre Ramon no fent cas d'aquests avisos només procurava eludir la sentència de l'inquisidor. I així va anar a queixar-se a la cúria romana que l'oprimien i li feien força. En conseqüència Guido cardenal i bisbe de Perusa escrigué a l'inquisidor Eimeric, per ordre del Papa Gregori XI donada a Avinyó a 15 de febrer de 1371, perquè juntament amb l'arquebisbe de Tarragona acabessin promptament la causa de Ramon detingut a la presó feia més de dos anys. El mateix pontífex va escriure també a l'arquebisbe de Tarragona i a Eimeric amb data del 10 de les calendes de setembre del mateix any des de Villanova del papat d'Avinyó, manant que fallada la causa, i provada la pertinència de Ramon procedeixin judicialment, si no es penedeix i enviïn el procés a la cadira apostòlica. I per procedir amb més maduresa en tan delicat judici, a pocs dies Ramon, «Apormiarum Episcopus», confessor del Papa, va escriure al mateix arquebisbe de Tarragona, dient-li que la seva santedat, havia format una congregació de trenta teòlegs, perquè en presència dels cardenals examinessin novament la doctrina de Ramon, i escrivissin els dictàmens. I per ordre del mateix pontífex remeteren aquests dictàmens i censura per procedir amb més facilitat a la sentència. Aquesta carta té la data de Villanova dia 13 de setembre del mateix any. Trobant-se així aquest assumpte i pres Ramon a la presó del convent de Barcelona, va arribar a visitar-lo el qual estava encarregat de la seva custòdia el dia 20 de setembre, trobant-lo mort, estirat sobre el seu llit. Assabentat d'això l'arquebisbe de Tarragona escrigué a Francisco Botella, prior dels canonges regulars de Santa Anna de Barcelona, perquè juntament amb l'inquisidor Eimeric, esbrinés si la mort havia estat natural o violenta. La carta és del dia 31 d'octubre de 1371. D'aquesta manera va quedar la causa sense fallar.

## Obres
Les obres que s'atribueixen al mestre Ramon com genuïnes són:
- «De invocatione Daemonum »
- «Conclusiones variae ab eo propugnate» a les quals es contenen algunes proposicions sospitoses, i errònies sobre el sacrifici de la missa, adoració i culte, i sobre la fe explícita dels laics.

Teodoro Rupprech diu que va escriure també dues obres «de Secretis naturae» i «de alchimia».